# Thaiphantes
Genre
Thaiphantes est un genre d'araignées aranéomorphes de la famille des Linyphiidae.

## Distribution
Les espèces de ce genre sont endémiques de Thaïlande.

## Liste des espèces
Selon World Spider Catalog (version 16.5, 3/12/2015) :
- Thaiphantes milneri Millidge, 1995
- Thaiphantes similis Millidge, 1995

## Publication originale
- Millidge, 1995 : Some linyphiid spiders from south-east Asia. Bulletin of British arachnological Soceity, vol. 10, no 2, p. 41-56.